# Borzęcin (gromada w powiecie brzeskim)
Borzęcin – dawna gromada, czyli najmniejsza jednostka podziału terytorialnego Polskiej Rzeczypospolitej Ludowej w latach 1954–1972.
Gromady, z gromadzkimi radami narodowymi (GRN) jako organami władzy najniższego stopnia na wsi, funkcjonowały od reformy reorganizującej administrację wiejską przeprowadzonej jesienią 1954 do momentu ich zniesienia z dniem 1 stycznia 1973, tym samym wypierając organizację gminną w latach 1954–1972.
Gromadę Borzęcin z siedzibą GRN w Borzęcinie utworzono – jako jedną z 8759 gromad na obszarze Polski – w powiecie brzeskim w woj. krakowskim, na mocy uchwały nr 19/IV/54 WRN w Krakowie z dnia 6 października 1954. W skład jednostki wszedł obszar dotychczasowej gromady Borzęcin ze zniesionej gminy Borzęcin w tymże powiecie. Dla gromady ustalono 27 członków gromadzkiej rady narodowej.
30 czerwca 1962 do gromady Borzęcin przyłączono przysiółki Waryś i Granice z gromady Biadoliny Szlacheckie.
Gromada przetrwała do końca 1972 roku, czyli do kolejnej reformy gminnej. 1 stycznia 1973 reaktywowano gminę Borzęcin.